# リトル・ブロークン・ハーツ
『リトル・ブロークン・ハーツ』（Little Broken Hearts、ジャケットには...Little Broken Heartsと表記）は、ブルーノート・レコードから2012年4月25日にリリースされたアメリカのシンガーソングライター、ノラ・ジョーンズの5枚目のスタジオアルバム。
このアルバムは、ブラック・キーズ、ナールズ・バークレイ、ベックやその他のプロデュースで著名なデンジャー・マウスとして知られるブライアン・バートンがプロデュースした。
「ハッピー・ピルズ ～幸せの特効薬」が2012年3月6日にこのアルバムからの先行シングルとしてリリースされた。このシングルはビルボードのアダルト・コンテンポラリー・チャートで最高13位を、ホット・ロック・ソング・チャートで44位を記録した。2枚目のシングル「ミリアム」は2012年7月25日にリリースされ、Japan Hot 100チャートで82位となった。

## 背景
2009年に、ジョーンズとバートンはナールズ・バークレイのプロデューサーのロサンゼルスのスタジオで、だれも知らないプロジェクトを始めるためにジャムセッションを行った。その後2年間、2人はそれぞれのプロジェクトのために別々に働いていた。ジョーンズは4枚目のスタジオアルバム『ザ・フォール』を完成させ、自身の以前からのオルタナティブ・カントリー・バンドであるザ・リトル・ウィリーズと『フォー・ザ・グッド・タイムズ』となる別のアルバムを録音した。バートンはジェームズ・マーサーとの新しいプロジェクトであるブロークン・ベルズに取り掛かっており、しばしばU2の13枚目のスタジオアルバムのためにバンドとスタジオで過ごしたり、ブラック・キーズの7枚目のスタジオアルバム『エル・カミーノ』のプロデュースなどを行っていた。2人はこれ以前に2011年のアルバム『ローマ』でもコラボレーションしており、ジョーンズは「シーズンズ・トリーズ」、「ブラック」、「プロブレム・クイーン」にボーカルで参加していた。このプロジェクトが完了してすぐに、2人はジョーンズの5枚目のアルバムに向けて再びスタジオ入りした。
2011年中頃、ジョーンズとバートンは『リトル・ブロークン・ハーツ』を仕上げるためにバートンのスタジオで再開した。当時、ジョーンズは小説家の恋人との辛い別れをきっかけに書き上げた、生々しく感情豊かな新曲をいくつか披露した。ローリング・ストーン誌のインタビューでジョーンズは「辛い時期を乗り越えた方が、より良い曲が書けるって昔からよく聞く話です。それは残念だけど、本当ことです！」と語っている。

## 構成
『リトル・ブロークン・ハーツ』は、実験的な室内楽セレナーデから、エレクトロニックな装飾を施した、冷徹な告白まで、幅広いジャンルを網羅している。バートンがローリングストーン誌のインタビューで述べたように、このアルバムはジョーンズのこれまでの作品とは全く異なる。
ローリングストーン誌のライター、マット・ディールは、ファズがかかったギターと不気味で歪んだボーカルが特徴的な「テイク・イット・バック」を、ジョーンズの最も大胆な転身だと指摘した。「4ブロークン・ハーツ」では、彼は互いの不倫に向き合う彼女をダスティ・スプリングフィールドになぞらえ、最終的にこのアルバムとマーヴィン・ゲイのアルバム『ヒアー、マイ・ディア〜離婚伝説との類似点を見出している。

## アートワークとタイトル

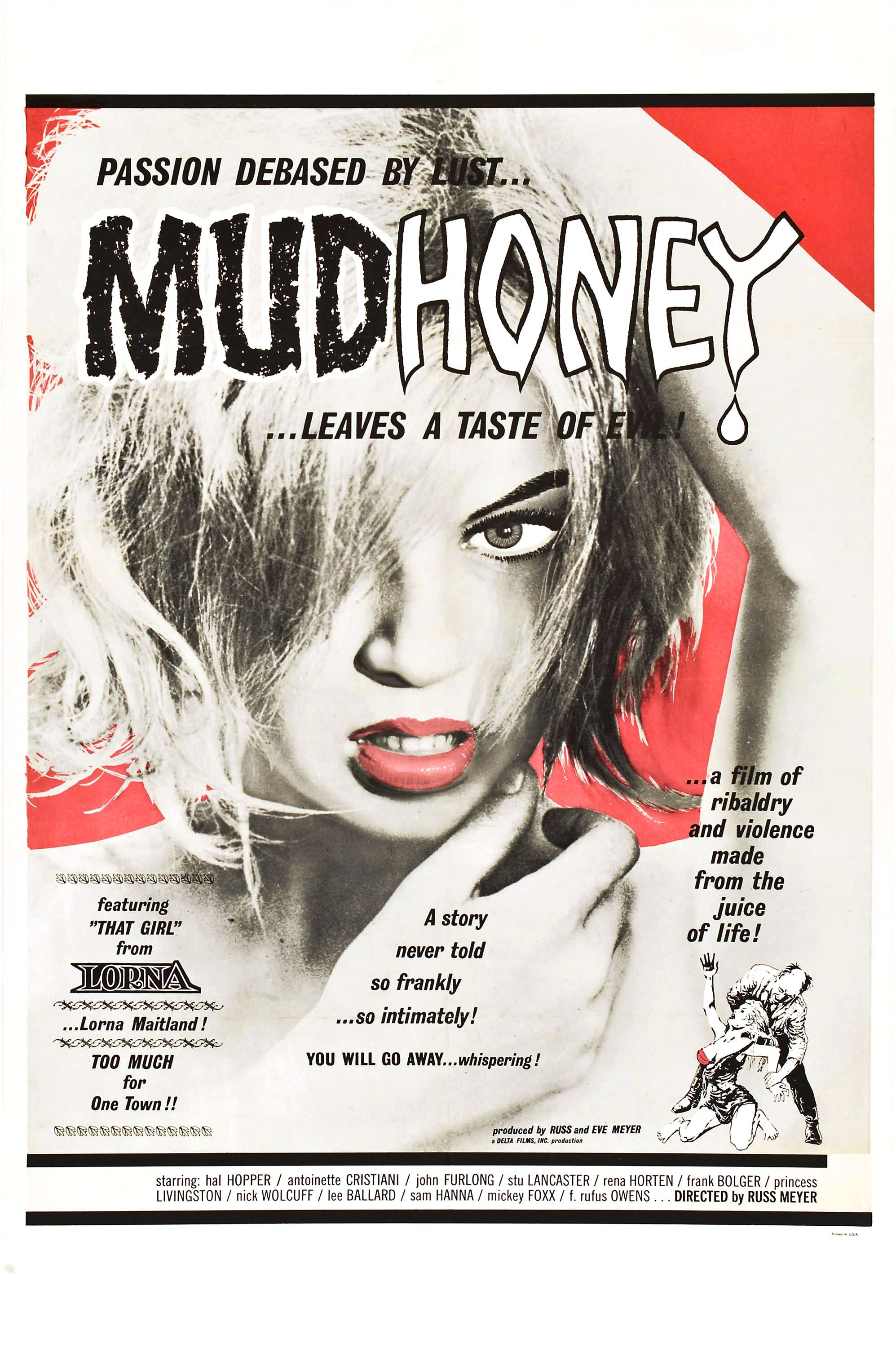
ジョーンズは『欲情/マッド・ハニー』のポスターでクララ・ベル（ローナ・メイトランド）として自分自身を表現した。

このアルバムのカバーアートは1965年の映画『欲情/マッド・ハニー』のポスターに触発されている。ジョーンズはデンジャー・マウスのスタジオでアルバムを録音中に、壁に貼られていたポスターを目にした。ジョーンズは「ブライアンは自分のスタジオにラス・メイヤーのポスターの膨大なコレクションを持っています。特にこの一枚は...私が毎日座っていたソファの真上に貼ってあって、いつも眺めては『すごくかっこいい！私も彼女のようになりたい！』と思っていました。レコード製作中はずっとこのポスターを見つめていたのを覚えています。本当に素晴らしいビジュアルです」と語っている。
アルバム用の写真は、フィオナ・アップルなどのアーティストや、バートンのジェイムズ・マーサーとのデュエットバンド、ブロークン・ベルズでバートンとも一緒に仕事をしたことがある『マッドメン』のスチル写真を担当したフランク・W・オッケンフェルス3世が撮影した。残りのアルバムのデザインとディレクションはフランク・ハーキンスが担当した。
アルバムのタイトル（およびほとんどのトラック）は、最近の別れを暗示している。

## プロモーション
2012年2月28日、ジョーンズはこのアルバムからの最初のシングルである「ハッピー・ピルズ ～幸せの特効薬」をSoundCloudの自身のFacebookのページで発表した。ジョーンズが2012年のSXSWで演奏することを発表したのちに、このステージで新曲を初めて演奏するだろうことを付け加えた。「ハッピー・ピルズ ～幸せの特効薬」は2012年3月6日に発売された。「ハッピー・ピルズ」のお披露目の数日後の3月12日、ジョーンズはアルバムの別の曲「トラヴェリング・オン」をSoundCloudにアップロードした。4月15日にNPRがアルバムの全曲をストリーミング・オンラインにアップロードした。
ジョーンズは2012年四月18日にケルン中央駅の旧待合室であるアルター・ヴァルテザールでのWDR主催のコンサートで演奏した。この様子はラジオと音楽テレビ番組Rockpalastで放送された。4月25日にジャック・ホワイト、アラバマ・シェイクス、グライムス、チーフタンズ、キャロライナ・チョコレート・ドロップス、シークレット・シスターズとともに『Later... with Jools Holland』に出演し、アルバムから「セイ・グッバイ」、「ハッピー・ピルズ」、「リトル・ブロークン・ハーツ」の3曲を演奏した。
ジョーンズはまた、アルバムのプロモーションのための数回のツアーの日程を発表した。ジョーンズはレニー・クラヴィッツ、スノウ・パトロール、ノエル・ギャラガーズ・ハイ・フライング・バーズ、フレンドリー・ファイアーズや、その他のアーティストともにグルテンフェスティバル2012に出演した。2012年8月10日、ジョーンズは2012年アウトサイド・ランド・ミュージック・アンド・アーツ・フェスティヴァルにフー・ファイターズ、フランツ・フェルディナンド、ベック、メタリカ、ニール・ヤング＆クレイジー・ホース、シガー・ロス、スティーヴィー・ワンダー、スクリレックスらとともに出演した。

## 批評家の反応
| 専門評論家によるレビュー | 専門評論家によるレビュー |
| 総スコア                 | 総スコア                 |
| 出典                     | 評価                     |
| ------------------------ | ------------------------ |
| Metacritic               | 69/100                   |
| レビュー・スコア         |                          |
| 出典                     | 評価                     |
| AllMusic                 | [ 21 ]                   |
| BBC Music                | Favorable                |
| The Daily Telegraph      | [ 23 ]                   |
| Entertainment Weekly     | B                        |
| The Independent          | [ 25 ]                   |
| en:musicOMH              | [ 26 ]                   |
| New York Daily News      | [ 27 ]                   |
| PopMatters               | 7/10                     |
| Rolling Stone            | [ 29 ]                   |
| Spin                     | 8/10                     |

『リトル・ブロークン・ハーツ』は、音楽評論家たちから概ね好意的な評価を受けた。
主流の批評家のレビューに100点満点の標準化された評価を割り当てるMetacriticでは、27件のレビューに基づき平均スコア67点を獲得し、「概ね好意的なレビュー」が示されている。
AllMusicのスティーヴン・トマス・アールワインは本作に5点満点中3.5点を与え、ジョーンズとバートンのコンビについて「非常に相性が良い」と評価し、さらに「ノラ・ジョーンズは心の内を吐露しているかもしれないが、それは優美に細工された彫刻のように痛みを覆い隠している。注意深く聴けばその痛みは明らかであるが、魅惑的な霞のような音の中からその奥にある楽曲に耳を傾けるには努力が必要である」と述べている。アメリカン・ソングライター誌のレビューはこのアルバムに好意的で、「彼女（ジョーンズ）のキャリアの中で最も劇的で実りある変化」と呼んで、「『リトル・ブロークン・ハーツ』はこれまでで最も力強く、説得力に富んだ彼女の姿である」と評している。ディジタル・スパイのロバート・コプシーも本作に好意的なレビューを与え、5点満点中4点を付けたうえで、「暗い内容ではあるが、この苦悩に満ちた見事なコレクションは、ここしばらくで最も彼女が輝いた瞬間である」と記している。BBCミュージックのマーカス・J・ムーアもまた好意的なレビューを寄せ、「本作において彼女は過度に沈んだ様子を見せることはない」と述べ、さらに「バートンの流れるようなサウンドトラックに乗せて、彼女は程よく落ち着いたムードを保ちつつ、皮肉めいた自信をもってリズムを主導しており、本作をダイナミックな作品たらしめている」と評している。エンターテイメント・ウィークリー誌のマエルツは本作にB評価を与え、「ブライアン・バートン（別名デンジャー・マウス）のプロデュースの下、けだるげな妖艶さが彼女にはよく似合っている」と記している。コンシーケンス・オブ・サウンドの批評家アダム・キヴェルは本作を詳細に分析した上で、最終的に5点満点中3.5点を与え、「これは本格的なインディーポップ・アルバムである。ジョーンズとバートンは、ファイストを好むインディーキッズのレコード棚にも、かつて彼女に魅了されたサッカーママたちの棚にもぴったりと収まるような作品を作り上げた」と結論づけている。。
Mojo誌は2012年5月号においてこのアルバムに対してやや批判的な評価を下しており、ジョーンズとバートンのデュオは相応しくないとの見解を示したが、最終的には5点満点中3点を与え、「興味深いパートナーシップではあるが、期待に完全には応えていない」と結論づけ、アンカット誌はこのアルバムを好意的に評価し、5点満点中3.5点を付け、「これは大胆かつ魅力的な変革である」と評している。スラント・マガジンのレビュアーであるジョナサン・キーフも本作に5点満点中3.5点を与え、「ジョーンズは綿密に選んだ極めて個人的なディテールを明かしつつ、ドラマ性を追求するために精巧な仮面を築き上げることで、これまでで最も酩酊的かつ複雑なアルバムを創り上げた」と述べている。ガーディアン紙のキティ・エンパイアはこのアルバムを批判的に捉え、5点満点中3点を付けた上で、「『リトル・ブロークン・ハーツ』は概して、聞き手の襟首をつかむような効果的な手法を見せているが、それはあくまで子羊革の手袋越しである」と評している。。インデペンデント紙のアンディ・ギルはこのアルバムを非常に好意的に評価し、「音楽と特定の楽曲のムードとを常に巧みに、しかも予想外の形で結びつけている」と述べ、5点満点中4点を与えている。しかしながら、インでペンデント日曜版のニック・コールマンは本作に対してより批判的な立場を取り、「ジョーンズの歌手としての強みは声の力にあるのではなく、フレージングの細部にある」と述べた上で、5点満点中3点を付け、「退屈である」と評している。デイリー・テレグラフ紙のヘレン・ブラウンはこのアルバムに好意的な評価を与え、5点満点中4点を付けて、「過去10年間で、ジョーンズはディナーパーティーのBGMからデヴィッド・リンチ作品のサウンドトラックへの巧妙な転身を遂げたように思われる」と記している。
MSNミュージックはこのアルバムを「今週のアルバム」に選出し、5点満点中4点の高評価を与えて賞賛し、そのレビューで「陳腐な表現かもしれないが、ジョーンズは失恋が良い音楽を生むことを証明してみせた」と記している。ニューヨーク・デイリーニューズのジム・ファーバーもこのアルバムに好意的な評価を示し、「これまでとは明らかに異なる、より暗いノラが表れている」と記しつつ、5点満点中4点を付け、「タイトルのとおり、『リトル・ブロークン・ハーツ』は関係の終わりをテーマとしたコンセプトアルバムであり、毒々しい感情を完全にコントロールする女性の視点から語られている。また、ジョーンズはこのアルバムの制作直前に実際に破局を経験しており、その心情を反映させるように、まるで家庭内ドラマのサウンドトラックのような、陰鬱で統一感ある音世界を生み出した」と評している。ワシントン・ポスト紙は、このアルバムのオープニング・トラック「グッド・モーニング」に注目し、「テーマ性のあるアルバム自体が今日では稀であり、優れたものとなるとさらに希少である。ジョーンズとバートンはそれを成し遂げた」と高く評価している。ボストン・グローブ紙は「このアルバムには知的好奇心を逸らさないだけの優れた音楽的アイデアが十分に含まれており、ジョーンズを不自然さを伴うことなく、現代ポップの領域へとしっかりと導いている」と称賛した。シカゴ・トリビューン紙のグレッグ・コットも同様に、4点満点中3点を付け、「優れた音楽的アイデアが多数盛り込まれており、気を逸らすことなく、ジョーンズを自然体のまま現代ポップに引き込んでいる」と評価した。musicOMHのアンドリュー・バージェスもこのアルバムに好意的な評価を与え、5点満点中4点を付けた上で、「ここに集ったチームは実に素晴らしい仕事を成し遂げており、ジョーンズとバートンによるこの新たなパートナーシップは、今後のアルバムでの優れた共同制作へと発展する可能性を秘めている」と述べている。ローリング・ストーン誌の批評家ウィル・ハーメスは、「ジョーンズの5作目となるこのアルバムは、ブライアン・“デンジャー・マウス”・バートンとのブランド再構築的なソングライティング・コラボであり、彼女のテンポを加速させ、音楽的なパレットを広げている」と述べ、5点満点中3.5点を与えた。そして「善人であっても、時には復讐が必要なこともある」と締めくくっている。PopMattersのエニオ・キオラもこのアルバムを好意的に評価し、10点満点中7点を付けた。ジョーンズの作詞能力を称え、「どの曲が最も優れているかを細かく切り分けるのではなく、このアルバム全体が一つの統一された作品として機能しており、破れやほつれがあっても、それがむしろ一体感を醸し出している」と記している。スピン誌の批評家は非常に好意的な評価を下し、10点満点中8点を与えた上で、「『リトル・ブロークン・ハーツ』は、裏切り、破綻した愛、嫉妬といった最も暗い感情を活力とともに探求しており、ジョーンズを『ブランチ音楽』の無感動な煉獄から解放する原動力となっている」と評している。Exclaim!のアンドレア・ワーナーもまたこのアルバムに非常に好意的であり、「今回のノラ・ジョーンズは傷つき、危険で、そして脆く、バートンの音作りの巧みさが、聴き手と楽曲との関係性を一層深めている」と述べている。。

## 商業的成績
『リトル・ブロークン・ハーツ』はBillboard 200に2位で初登場し、発売後一週間で11万枚を売り上げた。これはジョーンズにとってトップ3入りした5枚目のスタジオアルバムであり、チャートのトップに初登場しなかった2枚目のアルバムである。このアルバムのデビュー週の売上枚数は、初週1万枚を売り上げた彼女の最初のアルバム『ノラ・ジョーンズ』(2002年)以来、彼女のスタジオアルバムの中で最小となった。翌週には5位に下落し、売り上げは6万枚だった。3週目にも5位に留まり、4万5千枚を売り上げ、4週目には10位となって売り上げは2万8千枚だった。『リトル・ブロークン・ハーツ』は2012年12月までに全米で38万5千枚を売り上げた。
アルバムはカナダのアルバムチャートに2位で登場し、発売後一週間で13,200枚を売り上げた。『リトル・ブロークン・ハーツ』は全英アルバムチャートに4位で初登場し、初週のセールスは15,988枚だった。日本では5位で初登場して13,278枚を売り、2012年末までに73,041枚を売り上げた。アルバムはフランスのアルバムチャートに2位で初登場し、初週の売り上げは15,527枚だった。

## 収録曲
| 全作詞・作曲: ノラ・ジョーンズとブライアン・バートン。 |                                     |                                          |                                          |                      |      |
| #                                                      | タイトル                            | 作詞                                     | 作曲・編曲                               | 原題                 | 時間 |
| 1.                                                     | 「グッド・モーニング」              | ノラ・ジョーンズ と ブライアン・バートン | ノラ・ジョーンズ と ブライアン・バートン | Good Morning         | 3:17 |
| 2.                                                     | 「セイ・グッバイ」                  | ノラ・ジョーンズ と ブライアン・バートン | ノラ・ジョーンズ と ブライアン・バートン | Say Goodbye          | 3:27 |
| 3.                                                     | 「リトル・ブロークン・ハーツ」      | ノラ・ジョーンズ と ブライアン・バートン | ノラ・ジョーンズ と ブライアン・バートン | Little Broken Hearts | 3:12 |
| 4.                                                     | 「彼女は22歳」                      | ノラ・ジョーンズ と ブライアン・バートン | ノラ・ジョーンズ と ブライアン・バートン | She's 22             | 3:10 |
| 5.                                                     | 「テイク・イット・バック」          | ノラ・ジョーンズ と ブライアン・バートン | ノラ・ジョーンズ と ブライアン・バートン | Take It Back         | 4:05 |
| 6.                                                     | 「アフター・ザ・フォール」          | ノラ・ジョーンズ と ブライアン・バートン | ノラ・ジョーンズ と ブライアン・バートン | After the Fall       | 3:42 |
| 7.                                                     | 「4ブロークン・ハーツ」             | ノラ・ジョーンズ と ブライアン・バートン | ノラ・ジョーンズ と ブライアン・バートン | 4 Broken Hearts      | 2:59 |
| 8.                                                     | 「トラヴェリング・オン」            | ノラ・ジョーンズ と ブライアン・バートン | ノラ・ジョーンズ と ブライアン・バートン | Travelin' On         | 3:06 |
| 9.                                                     | 「アウト・オン・ザ・ロード」        | ノラ・ジョーンズ と ブライアン・バートン | ノラ・ジョーンズ と ブライアン・バートン | Out on the Road      | 3:28 |
| 10.                                                    | 「ハッピー・ピルズ ～幸せの特効薬」 | ノラ・ジョーンズ と ブライアン・バートン | ノラ・ジョーンズ と ブライアン・バートン | Happy Pills          | 3:34 |
| 11.                                                    | 「ミリアム」                        | ノラ・ジョーンズ と ブライアン・バートン | ノラ・ジョーンズ と ブライアン・バートン | Miriam               | 4:22 |
| 12.                                                    | 「オール・ア・ドリーム」            | ノラ・ジョーンズ と ブライアン・バートン | ノラ・ジョーンズ と ブライアン・バートン | All a Dream          | 6:29 |
| 合計時間:                                              | 合計時間:                           | 合計時間:                                | 45:01                                    |                      |      |

| #   | タイトル                                         | 作詞 | 作曲・編曲 | 原題                             | 時間 |
| --- | ------------------------------------------------ | ---- | ---------- | -------------------------------- | ---- |
| 13. | 「アイ・ドント・ワナ・ヒア・アナザー・サウンド」 |      |            | I Don't Wanna Hear Another Sound | 3:33 |

| #   | タイトル                                                                       | 作詞 | 作曲・編曲 | 原題                                      | 時間 |
| --- | ------------------------------------------------------------------------------ | ---- | ---------- | ----------------------------------------- | ---- |
| 13. | 「キリング・タイム」                                                           |      |            | Killing Time                              | 3:41 |
| 14. | 「アナザー・サウンド」                                                         |      |            | I Don't Wanna Hear Another Sound          | 3:34 |
| 15. | 「アウト・オン・ザ・ロード（モンド・バージョン）」                             |      |            | Out On The Road (Mondo Version)           | 3:22 |
| 16. | 「ミリアム（ピーター・ビョルン＆ジョン・リミックス）」                         |      |            | Miriam (Peter Bjorn And John Remix)       | 4:15 |
| 17. | 「グッド・モーニング（デヴィッド・アンドリュー・サイテック・リミックス）」     |      |            | Good Morning (David Andrew Sitek Remix)   | 6:38 |
| 18. | 「彼女は22歳（デヴィッド・アンドリュー・サイテック・リミックス）」             |      |            | She's 22 (David Andrew Sitek Remix)       | 3:47 |
| 19. | 「テイク・イット・バック（デヴィッド・アンドリュー・サイテック・リミックス）」 |      |            | Take It Back (David Andrew Sitek Remix)   | 4:39 |
| 20. | 「アフター・ザ・フォール（デヴィッド・アンドリュー・サイテック・リミックス）」 |      |            | After The Fall (David Andrew Sitek Remix) | 4:11 |

| #         | タイトル                                | 作詞  | 作曲・編曲 | 時間 |
| --------- | --------------------------------------- | ----- | ---------- | ---- |
| 1.        | 「I Don't Wanna Hear Another Sound」    |       |            | 3:33 |
| 2.        | 「Killing Time」                        |       |            | 3:41 |
| 3.        | 「Out on the Road」(モンド・バージョン) |       |            | 3:20 |
| 合計時間: | 合計時間:                               | 10:33 |            |      |

| #   | タイトル                         | 作詞 | 作曲・編曲 | 時間 |
| --- | -------------------------------- | ---- | ---------- | ---- |
| 1.  | 「Say Goodbye」(ライブ)          |      |            | 3:19 |
| 2.  | 「Take It Back」(ライブ)         |      |            | 4:24 |
| 3.  | 「Little Broken Hearts」(ライブ) |      |            | 3:24 |
| 4.  | 「It's Gonna Be」(ライブ)        |      |            | 3:28 |
| 5.  | 「All a Dream」(ライブ)          |      |            | 6:06 |
| 6.  | 「Miriam」(ライブ)               |      |            | 4:47 |
| 7.  | 「Happy Pills」(ライブ)          |      |            | 3:42 |
| 8.  | 「Black」(ライブ)                |      |            | 3:32 |
| 9.  | 「What Am I to You」(ライブ)     |      |            | 3:59 |
| 10. | 「Don't Know Why」(ライブ)       |      |            | 4:13 |
| 11. | 「Sinkin' Soon」(ライブ)         |      |            | 4:57 |

| #   | タイトル                                   | 作詞 | 作曲・編曲 | 原題                 | 時間 |
| --- | ------------------------------------------ | ---- | ---------- | -------------------- | ---- |
| 1.  | 「グッド・モーニング」(ライブ)             |      |            | Good Morning         | 3:20 |
| 2.  | 「セイ・グッバイ」(ライブ)                 |      |            | Say Goodbye          | 3:32 |
| 3.  | 「リトル・ブロークン・ハーツ」(ライブ)     |      |            | Little Broken Hearts | 3:36 |
| 4.  | 「彼女は22歳」(ライブ)                     |      |            | She's 22             | 3:26 |
| 5.  | 「テイク・イット・バック」(ライブ)         |      |            | Take It Back         | 4:27 |
| 6.  | 「アフター・ザ・フォール」(ライブ)         |      |            | After The Fall       | 3:55 |
| 7.  | 「アウト・オン・ザ・ロード」(ライブ)       |      |            | Out On The Road      | 3:44 |
| 8.  | 「ハッピー・ピルズ～幸せの特効薬」(ライブ) |      |            | Happy Pills          | 3:41 |
| 9.  | 「ミリアム」(ライブ)                       |      |            | Miriam               | 4:35 |
| 10. | 「オール・ア・ドリーム」(ライブ)           |      |            | All A Dream          | 6:09 |
| 11. | 「ブラック」(ライブ)                       |      |            | Black                | 3:32 |

## パーソネル
クレジットは『リトル・ブロークン・ハーツ』のライナーノーツより引用。
| - ノラ・ジョーンズ – ボーカル (全曲)、ギター (1、2、4)、ローズ・エレクトリック・ピアノ (1、7)、ピアノ (2、4、5、7、9–12)、ウーリッツァー・エレクトリック・ピアノ (2、5)、ベース (2)、エレクトリック・ギター (3、5、7、10、12)、アコースティック・ギター (3、11)、オルガン (4) - ブライアン・バートン – シンセサイザー (1–6、10、12)、オルガン (1、6)、アコースティック・ギター (1、8)、エレクトリック・ギター (2、3、5、7、9)、ドラムス (2、3、5、7、10)、パーカッション (3)、弦楽編曲 (5、6、11、12)、ピアノ (6)、ベース、打ち込み (12) - ブレイク・ミルズ – エレクトリック・ギター (1、3–7、9–12)、アコースティック・ギター (7、9、12) - ガス・セイフェルト – ベース (3、5–7、9、11、12)、エレクトリック・ギター (5、7)、バックボーカル (5) - ジョーイ・ワロンカー – ドラムス (6、7、9、11、12)、パーカッション (7、11、12) - ヘザー・マッキントッシュ – チェロおよびチェロ編曲 (1、8)、ベース (8) - ソーナス・カルテット（キャロライン・キャンベル、アルウィン・ライト、フアン・ミゲル・エルナンデス＝アッチェス、ヴァネッサ・フリーバーン＝スミス) – ストリングス (5、6、11、12) - ダン・エルカン – エレクトリック・ギター (10) - トッド・モンファルコーネ – エレクトリック・ギター (10) - ジョナサン・ヒシュケ – ベース (10) | - デンジャー・マウス（ブライアン・バートン） – 製作 - ケニー・タカハシおよびトッド・モンファルコーネ – レコーディング・エンジニア - ケニー・タカハシ – ミキシング・エンジニア - トム・シック – 追加のエンジニア (track 12) - バレンテ・トレス、マサヒロ・ツズキ – エンジニア助手 (12) - グレッグ・カルビ – マスタリング - ヴァネッサ・フリーバーン＝スミス – スコアの準備 - ザック・ホックケッペル – 製作マネージメント - ゴードン・H・ジー – クリエイティヴ・ディレクション - フランク・ホーキンス – アート・ディレクション、デザイン - ジェイムズ・マーサー – 写真 |

## チャート成績
| チャート（2012年）                      | 最高 順位 |
| --------------------------------------- | --------- |
| オーストラリア (ARIA)                   | 5         |
| オーストリア (Ö3 Austria)               | 1         |
| ベルギー (Ultratop Flanders)            | 1         |
| ベルギー (Ultratop Wallonia)            | 2         |
| カナダ (Billboard)                      | 2         |
| クロアチア (HDU)                        | 5         |
| チェコ (ČNS IFPI)                       | 3         |
| デンマーク (Hitlisten)                  | 2         |
| オランダ (MegaCharts)                   | 3         |
| フィンランド (Suomen virallinen lista)  | 7         |
| フランス (SNEP)                         | 2         |
| ドイツ (Offizielle Top 100)             | 3         |
| Greek Albums (IFPI)                     | 13        |
| ハンガリー (MAHASZ)                     | 8         |
| アイルランド (IRMA)                     | 12        |
| イタリア (FIMI)                         | 3         |
| 日本 (オリコン)                         | 5         |
| メキシコ (Top 100 Mexico)               | 53        |
| ニュージーランド (RMNZ)                 | 11        |
| ノルウェー (VG-lista)                   | 3         |
| ポーランド (ZPAV)                       | 5         |
| ポルトガル (AFP)                        | 15        |
| ロシア (2M)                             | 12        |
| スコットランド (OCC)                    | 6         |
| 韓国 (Gaon)                             | 8         |
| スペイン (PROMUSICAE)                   | 11        |
| スウェーデン (Sverigetopplistan)        | 4         |
| Swedish Jazz Albums (Sverigetopplistan) | 1         |
| スイス (Schweizer Hitparade)            | 1         |
| UK アルバムズ (OCC)                     | 4         |
| US Billboard 200                        | 2         |
| US Top Rock Albums (Billboard)          | 1         |

| チャート（2012年）               | 順位 |
| -------------------------------- | ---- |
| オーストリア (Ö3 Austria)        | 50   |
| ベルギー (Ultratop Flanders)     | 28   |
| ベルギー (Ultratop Wallonia)     | 18   |
| カナダ (Billboard)               | 46   |
| デンマーク (Hitlisten)           | 48   |
| オランダ (Album Top 100)         | 99   |
| フランス (SNEP)                  | 51   |
| ハンガリー (MAHASZ)              | 81   |
| 日本 (オリコン)                  | 96   |
| 韓国 (Gaon)                      | 29   |
| スウェーデン (Sverigetopplistan) | 78   |
| スイス (Schweizer Hitparade)     | 33   |
| US Billboard 200                 | 73   |
| US Top Rock Albums (Billboard)   | 23   |

## 認証と販売数
| 国/地域                                                                                  | 認定     | 認定/売上数 |
| ---------------------------------------------------------------------------------------- | -------- | ----------- |
| ベルギー (BEA)                                                                           | ゴールド | 0*          |
| カナダ (Music Canada)                                                                    | ゴールド | 0^          |
| フランス (SNEP)                                                                          | ゴールド | 70,000      |
| 日本                                                                                     |          | 73,041      |
| 韓国                                                                                     |          | 3,661       |
| イギリス                                                                                 |          | 44,090      |
| アメリカ合衆国 (RIAA)                                                                    | Gold     | 500,000     |
| 概要                                                                                     |          |             |
| 全世界                                                                                   |          | 1,000,000   |
| * 認定のみに基づく売上数 · ^ 認定のみに基づく出荷枚数 · 認定のみに基づく売上数と再生回数 |          |             |

## 発売履歴
| 地域           | 発売日         | エディション            | レーベル                  | Ref.           |
| -------------- | -------------- | ----------------------- | ------------------------- | -------------- |
| 日本           | 2012年4月25日  | スタンダード            | EMI                       | [ 110 ]        |
| オーストラリア | 2012年4月27日  | スタンダード            | EMI                       | [ 111 ]        |
| ドイツ         | 2012年4月27日  | スタンダード            | EMI                       | [ 112 ]        |
| フランス       | 2012年4月30日  | スタンダード            | EMI                       | [ 113 ]        |
| イギリス       | 2012年4月30日  | スタンダード            | ブルーノート パーロフォン | [ 114 ]        |
| カナダ         | 2012年5月1日   | スタンダード デラックス | EMI                       | [ 54 ] [ 115 ] |
| アメリカ合衆国 | 2012年5月1日   | スタンダード            | ブルーノート              | [ 116 ]        |
| フランス       | 2012年11月26日 | デラックス              | EMI                       | [ 117 ]        |
| Worldwide      | 2023年6月2日   | デラックス (CD, LP)     | UMC                       | [ 118 ]        |